# Mercedes-Benz

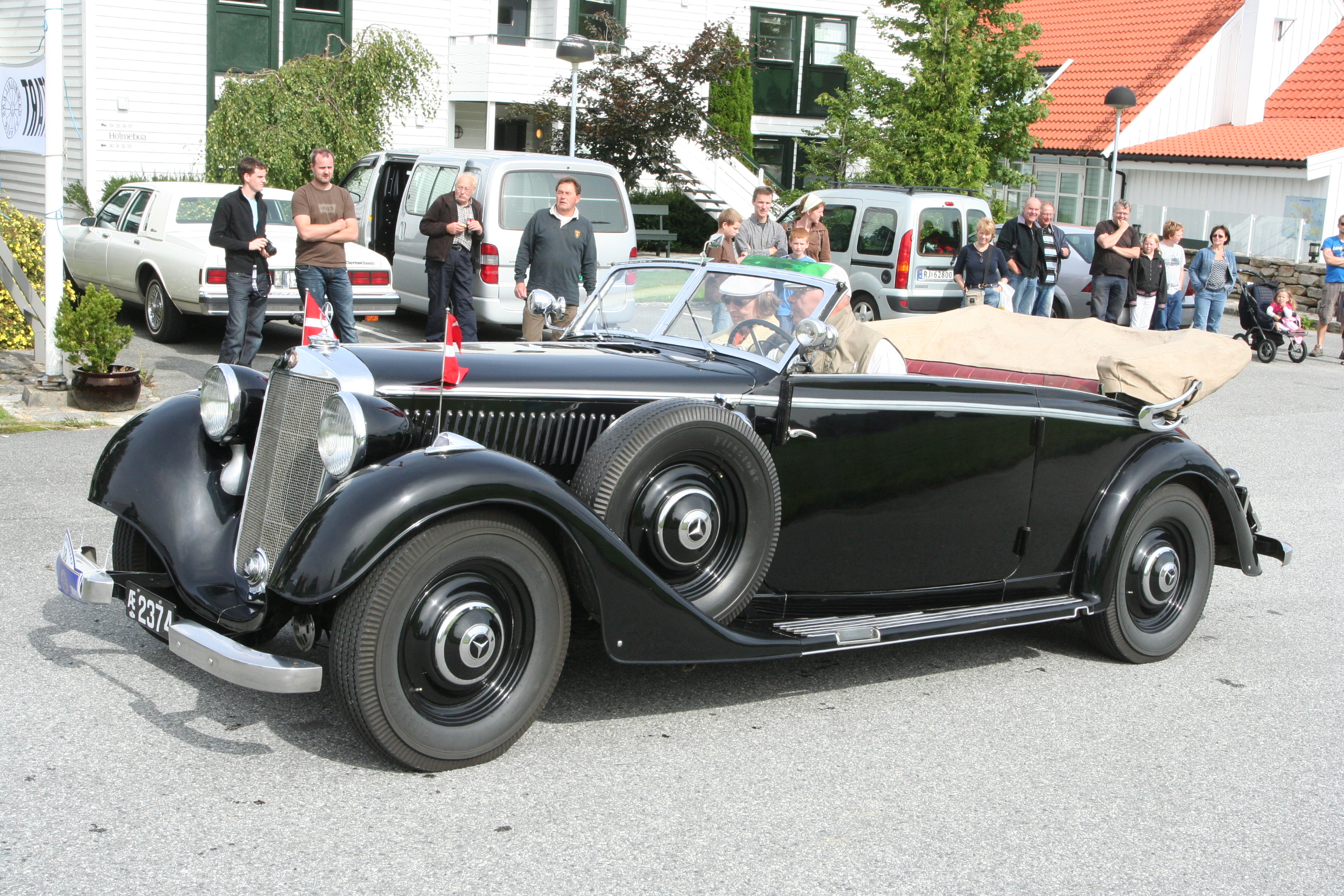
Mercedes-Benz 320 B Cabriolet från 1938 i Utstein, Norge, den 1 augusti 2009

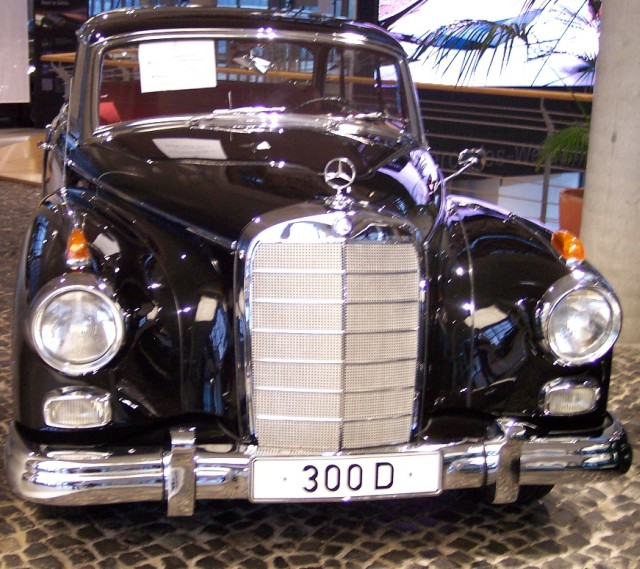
En klassisk Mercedes-Benz, Mercedes-Benz W186.

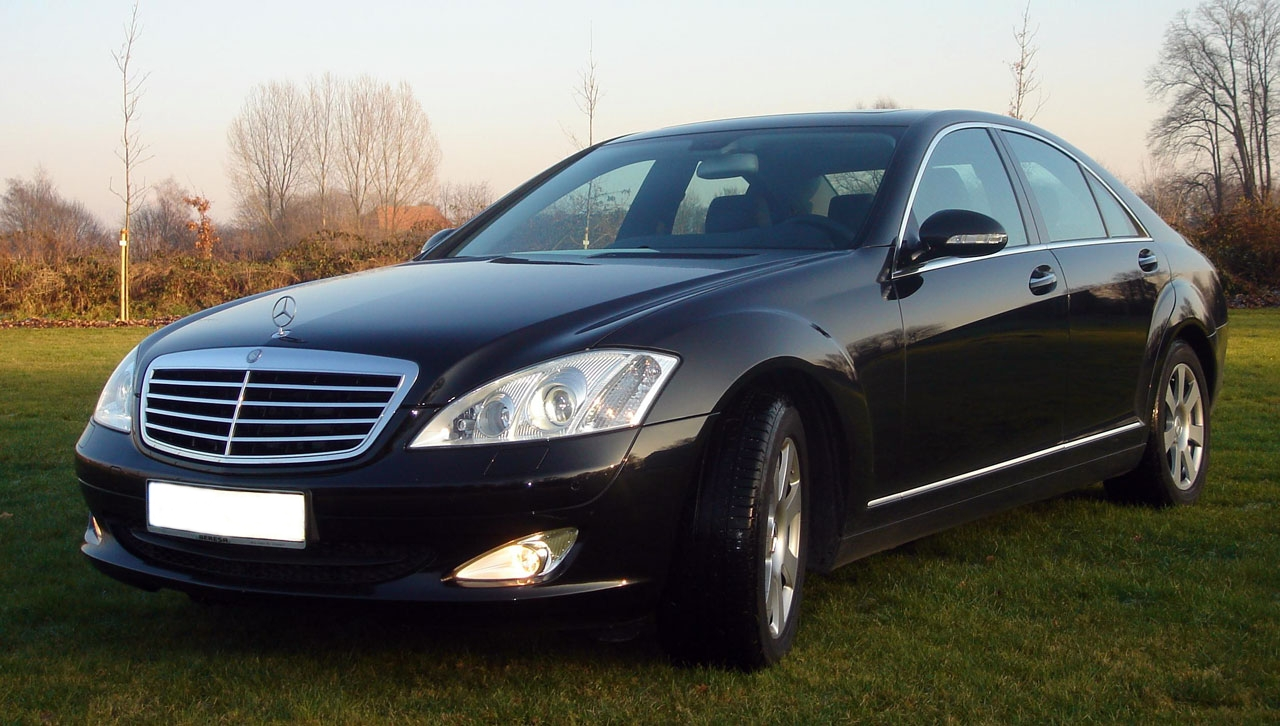
Mercedes-Benz S-klass

Mercedes-Benz är ett tyskt bilmärke som tillverkar bilar, bussar, lastbilar, skåpbilar och minibussar inom koncernen Mercedes-Benz Group, där man även har varumärkena Maybach och Smart. Mercedes-Benz har sitt huvudkontor i Stuttgart, Tyskland. Daimler-Benz skapades 28 juni 1926 genom sammanslagningen av Benz & Cie och Daimler-Motoren-Gesellschaft med Mercedes-Benz som varumärke. Namnet Mercedes kommer ifrån dottern till Emil Jellinek, en österrikisk affärsman som år 1900 beställde 36 fordon från Daimler-Motoren-Gesellschaft. Under 1900-talet utvecklades Mercedes-Benz till att bli ett av de mest prestigefyllda bilmärkena i världen. Företaget är därtill världsledande inom lastbilsindustrin.

## Historia
Se även DaimlerChrysler

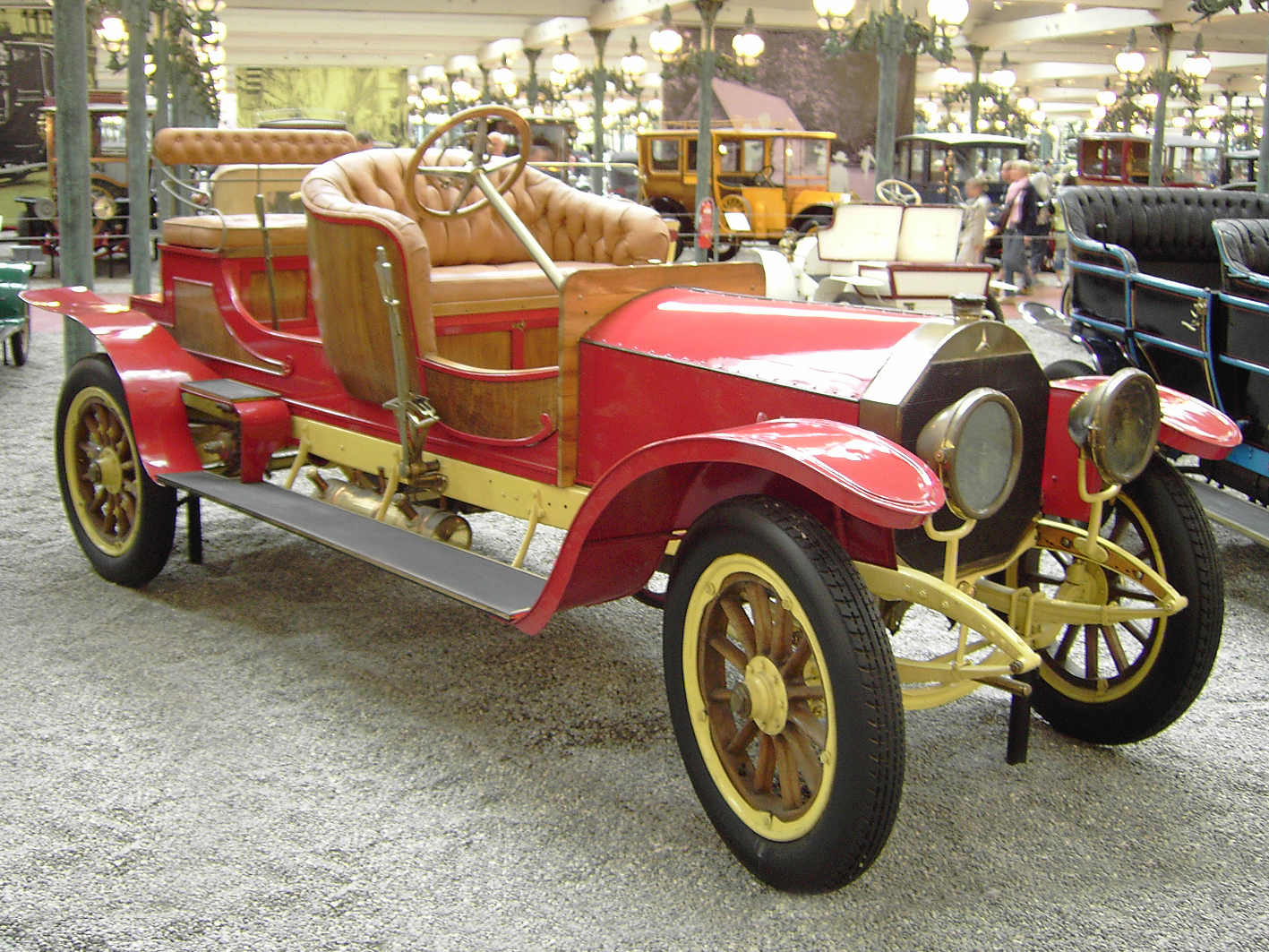
Mercedes Doppel-Phaeton (1905)

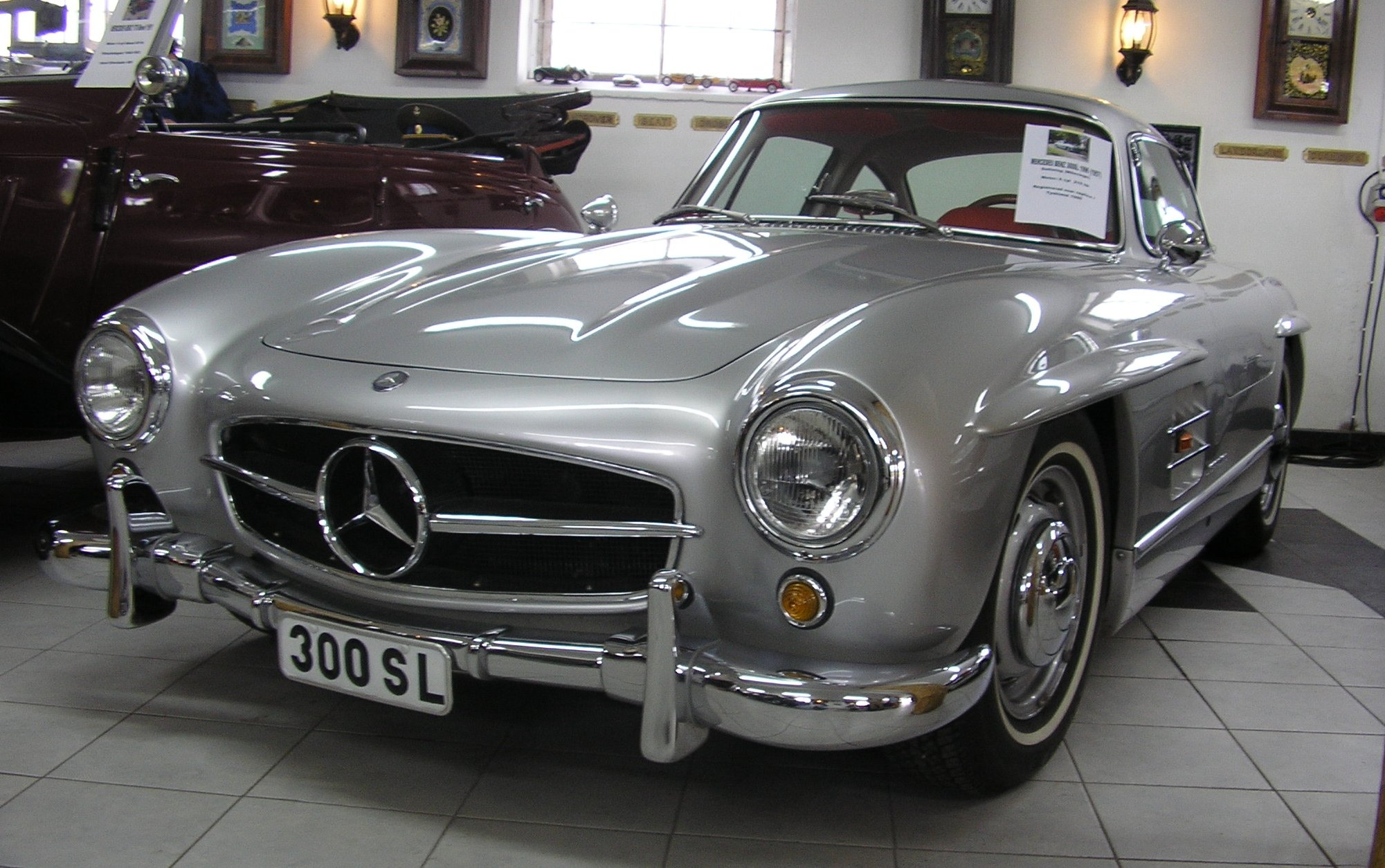
Mercedes 300SL.

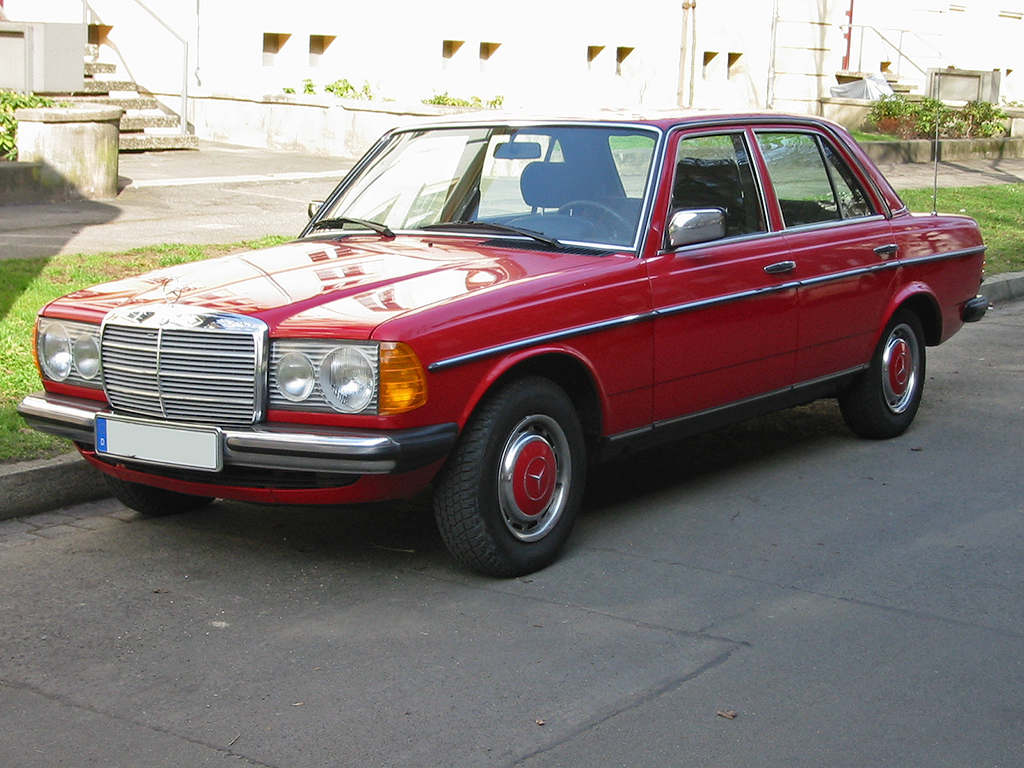
Mercedes W123.

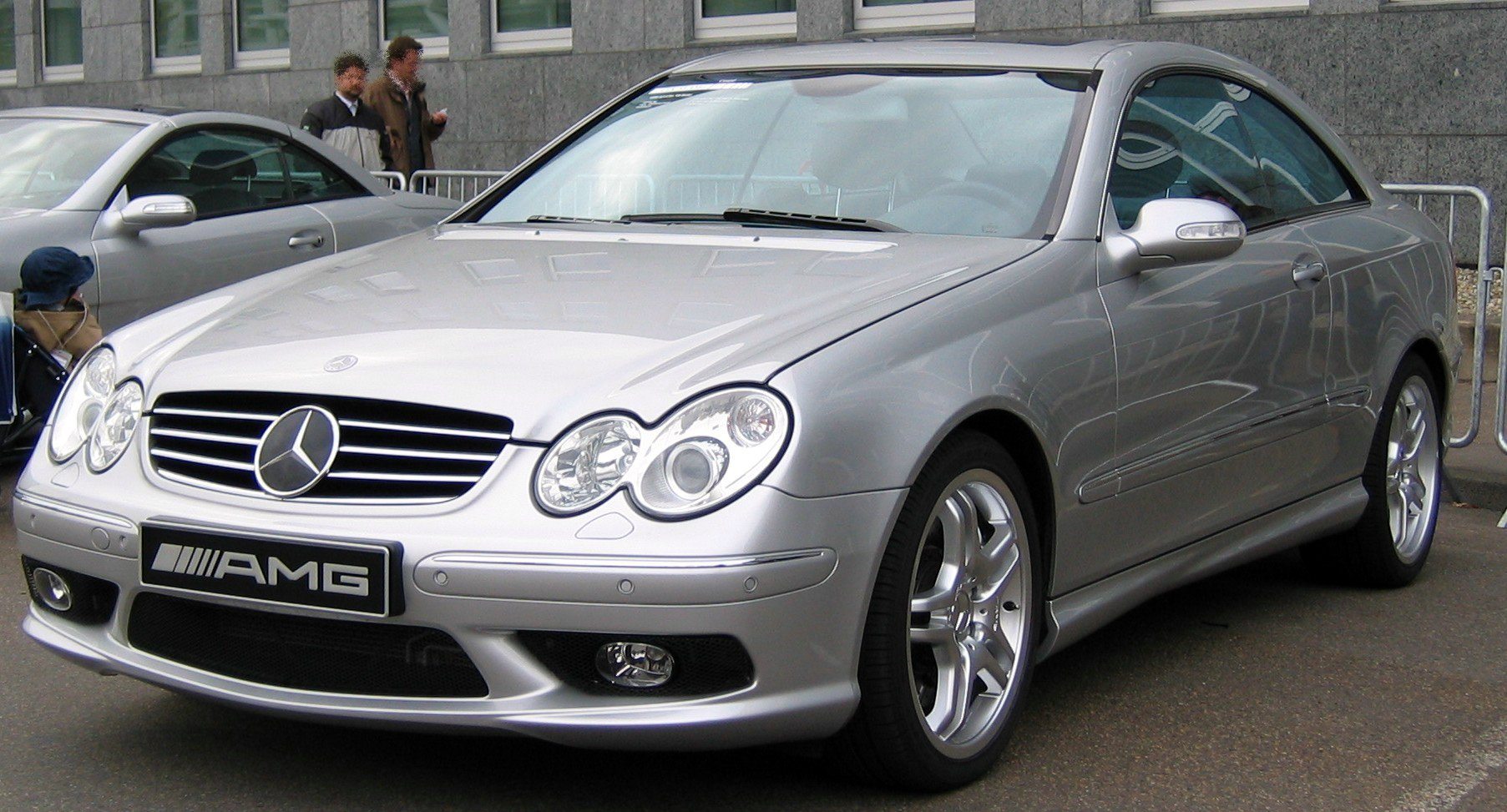
Mercedes-Benz CLK55

1926 slog sig Benz & Cie. och Daimler-Motoren-Gesellschaft samman och bildade Daimler-Benz. Detta var en följd av den ekonomiska kris som drabbade den tyska industrin i början av 1920-talet. De tillverkade bilarna kallades Mercedes-Benz eller Daimler-Benz beroende på vilken fabrik de tillverkades vid. Det nya företaget drog nytta av kraftsamlingen och utvecklades till ett av Europas stora prestigemärken och gjorde sig känt inte minst på Europas racingbanor. Mercedes-Benz blev statusbilen jämte Maybach.
En specialversion med terrängdäck användes av Adolf Hitler. Man tillverkade också flera stora tvåsitsiga cabriolet-modeller. Silverpilarna (tyska Silberpfeile) kallas de racingbilar som Mercedes-Benz och Auto Union körde i motorsport 1934–1939 och Mercedes-Benz 1954–1955.
Wilhelm Friedle införde under sin tid på Mercedes-Benz löpande bandet i den tyska fordonsindustrin.

### 1950-talet: Återuppbyggnad och comeback på racerbanorna
Efter Andra världskriget byggdes företaget upp på nytt och efter att först tillverkat förkrigsmodeller kom nya moderna modeller som snabbt tog tillbaka företaget till de fina salongerna och till försäljningsframgångar. Man intresserade sig samtidigt för andra områden inte minst genom Unimog. Mercedes-Benz inledde på nytt en karriär som den statsmannamässiga bilen framför andra när modellen "Adenauer" lanserades. När Gerhard Schröder 1998 valde Audi som tjänstebil var det första gången som en tysk regeringschef valde bort Mercedes. Schröders val kom då han under sin tid som regeringschef i delstaten Niedersachsen satt med i Volkswagens styrelse.
1954 vann Silverpilen - Mercedes-Benz klassiska racerbil - på Europas racingarenor och drog glans över företaget. Detsamma gjorde Måsvingen som är en av företagets mest klassiska modeller och varumärkesskapare, Mercedes-Benz köpte patentet till denna bils klassiska dörrar av Hans Trippel. Under 1950-talet kom en rad klassiska modeller - limousiner och sportbilar - som idag är eftertraktade samlarobjekt.

### 1960-talet: Maktkamp i den tyska bilindustrin
Under 1960-talet förändrades stora delar av den tyska bilindustrin där flera märken gick i graven och andra fick nytt liv. Mercedes-Benz försökte ta över BMW men övertagandet avvisades i sista stund vid en bolagsstämma hos BMW. 1963 tog man över Borgwards fabriksanläggning i Bremen och i slutet av 1960-talet tog man över Hanomag. 1965 valde man att sälja DKW (Audi) till Volkswagen.
Bilmodellerna gick från det tidiga 1960-talets fenmercor - inspirerade av de amerikanska dollargrinen - till det sena 1960-talets så kallade tvålkoppsdesign med betydligt kantigare linjer med ett tydligt exempel i den så kallade "strich-acht".

### 1970-talet: Experimentbilar och nya modeller
Mercedes-Benz experimenterade med wankel-tekniken och byggde flera idag klassiska konceptbilar som aldrig kom i produktion. Man skapade bland annat en sen efterträdare till 1950-talets måsvinge. I slutet av 1970-talet började man tillverka kombi-modeller vilka tidigare gjorts av externa karosseritillverkare under modellnamnet Safari eller Universal. 1979 kom Mercedes-Benz G-klass (Geländewagen) som fortfarande tillverkas för olika arméer (däribland den svenska) och för privatpersoner.

### 1980-talet: Den första kompaktmodellen
I och med lanseringen av kompaktmodellen 190 - dagens C-klass - 1982 tog företaget ett första steg till nya influenser kontra företagets klassiska limousiner och stora sedaner.

### 1990-talet: Sammanslagning och en rad nya modeller
Under 1990-talet startade ett utvecklingsarbete där Mercedes-Benz började gå mot fler modeller och i flera segment. Ett första steg som var revolutionerade för Mercedes var lanseringen av Mercedes-Benz A-klass som var företagets första bil i småbilsklassen. Man har även lanserat en ännu mindre modell genom dotterbolaget Smart. Utvecklingen har fortsatt där man lanserade en SUV-modell i och med lanseringen av M-klass och 2005 lanserade man B-klass.
1998 slogs sig Mercedes moderbolag Daimler-Benz samman med amerikanska Chrysler Corporation och bildade DaimlerChrysler vilket skapade nya förutsättningar för Mercedes med en rad andra modeller inom koncernen. I dagens koncern ingår Mercedes-Benz i Mercedes Car Group och har ansvar för märkena Smart och Maybach.

### Mercedes-Benz idag
Under vissa år hade Mercedes-Benz problem med kvalitet och driftsäkerhet. Rostskador var ett stort problem på flera modeller 1998–2006. Problemen har dock rättats till från och med 2007 enligt ViB rostskyddsregister.[källa behövs]

## Logotypen
Logotypen är en treuddig stjärna innesluten i en cirkel och är en av världens tio mest igenkända. Den skapades år 1926 när Benz & Cie. och Daimler-Motoren-Gesellschaft slog sig samman. Cirkeln runt stjärnan är en stiliserad lagerkrans. Lagerkransen ingick i logotypen för Carl Benz företag Benz & Cie. Gottlieb Daimlers söner skapade den treuddiga stjärnan och den ingick i Daimler-Motoren-Gesellshafts varumärke. De tre uddarna symboliserar de tre elementen luft, land och hav och motorns dominans över dessa.

## Personbilar

### Aktuella modellgrupper
Idag delar Mercedes-Benz in sina modeller i olika klasser. Inom klasserna finns sedan olika modellversioner. 
- Mercedes-Benz A-klass
- Mercedes-Benz B-klass
- Mercedes-Benz C-klass
- Mercedes-Benz E-klass
- Mercedes-Benz EQS
- Mercedes-Benz S-klass
- Mercedes-Benz CLA-klass
- Mercedes-Benz CLS-klass
- Mercedes-Benz GLA-klass
- Mercedes-Benz GLB-klass
- Mercedes-Benz GLC-klass
- Mercedes-Benz GLE-klass
- Mercedes-Benz GLS-klass
- Mercedes-Benz G-klass
- Mercedes-Benz V-klass

## Lastbilar

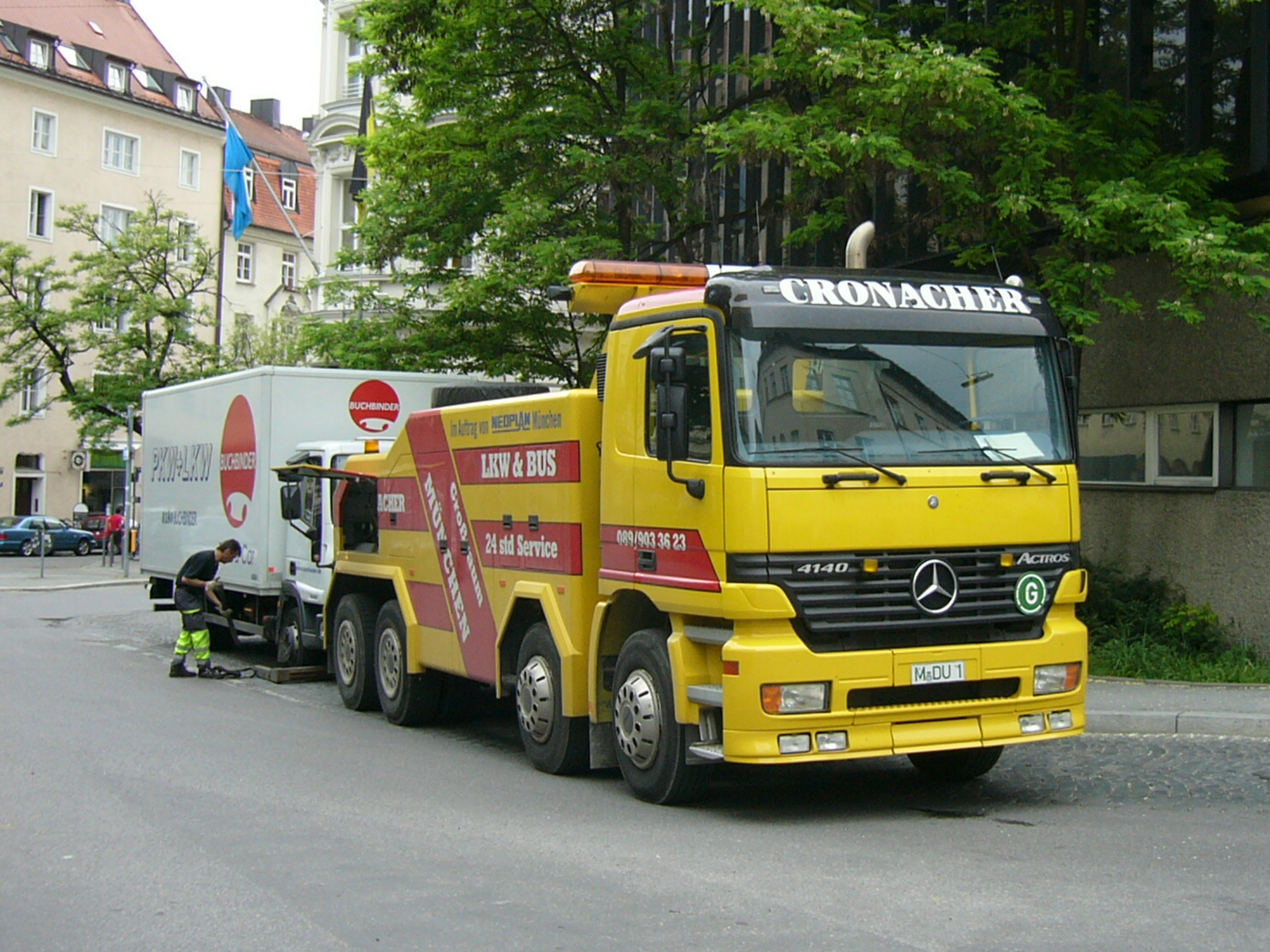

Huvudartikel: Mercedes-Benz Lastbilar
Mercedes-Benz är mest känt för sina personbilar men är också världens största lastbilstillverkare. På den viktiga USA-marknaden har man genom Freightliner grundlagt sin position som världsettan. Man har lastbilar i alla storleksklasser.

### Modeller
- Mercedes-Benz Actros
- Mercedes-Benz Axor
- Mercedes-Benz Atego
- Mercedes-Benz Econic
- Mercedes-Benz Arocs

### Lätta lastbilar
- Mercedes-Benz Viano
- Mercedes-Benz Vito
- Mercedes-Benz Sprinter

## Bussar
Huvudartikel: Mercedes-Benz Bussar

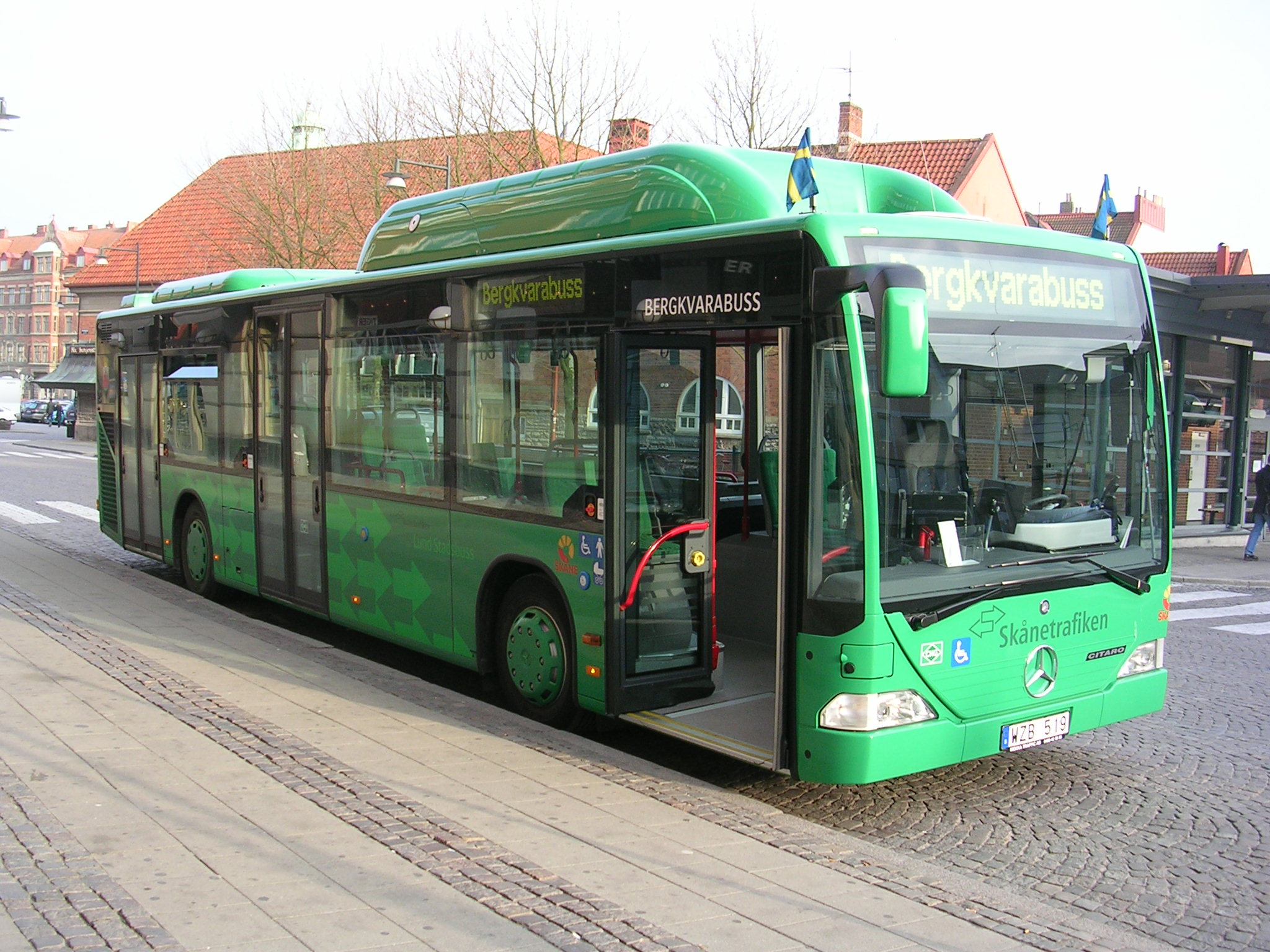
Mercedesbuss av modellen Citaro som stadsbuss i Lund

Mercedes-Benz är även världens största tillverkare av bussar, genom Mercedes och varumärket Setra som köptes år 1995 från Kässbohrer. De tillverkar både stadsbussar och bussar för långfärd liksom turistbussar. Många svenska bussbolag köper in Mercedes och de senaste åren[när?] har försäljningen av Mercedes-bussar ökat kraftigt. Vissa städer har även satsat på Mercedes-bussar för stadstrafiken som till exempel Lund som tidigare genom Bergkvarabuss länge enbart körde med Mercedes i stadstrafiken. För stadstrafik finns en modell som heter Citaro och det är denna modell som bland annat har funnits i Lund.
I Sverige är dock märket vanligast på färdtjänst- samt långfärds- och turistbussar.

## Produktionsorter

### Tyskland
- Affalterbach (Mercedes AMG GmbH)
- Berlin
- Bremen
- Düsseldorf
- Gaggenau
- Hamburg
- Kassel
- Ludwigsfelde
- Mannheim
- Rastatt
- Stuttgart-Sindelfingen
- Stuttgart-Untertürkheim
- Wörth am Rhein

### USA
- Tuscaloosa Alabama Mercedes-Benz M-klass, Mercedes-Benz GL-klass och Mercedes-Benz R-klass

### Spanien

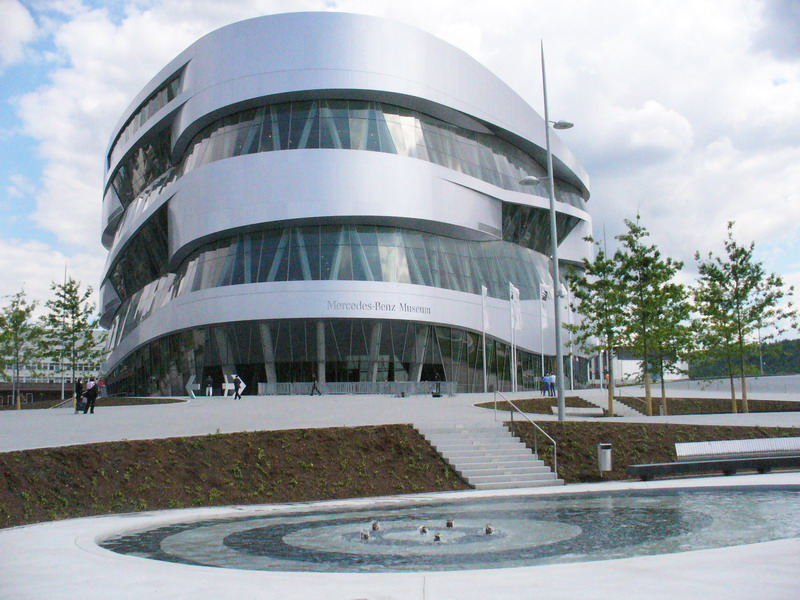
Mercedes-Benz Museum

- Vitoria Vito och Viano

## Museum
Huvudartikel: Mercedes-Benz Museum
I Stuttgart har Mercedes-Benz sitt nya museum som öppnade 2006, Mercedes-Benz Museum, som är en del av Mercedes-Benz Welt där företagets olika modeller visas upp. Det gamla museet låg i anslutning till huvudkontoret.

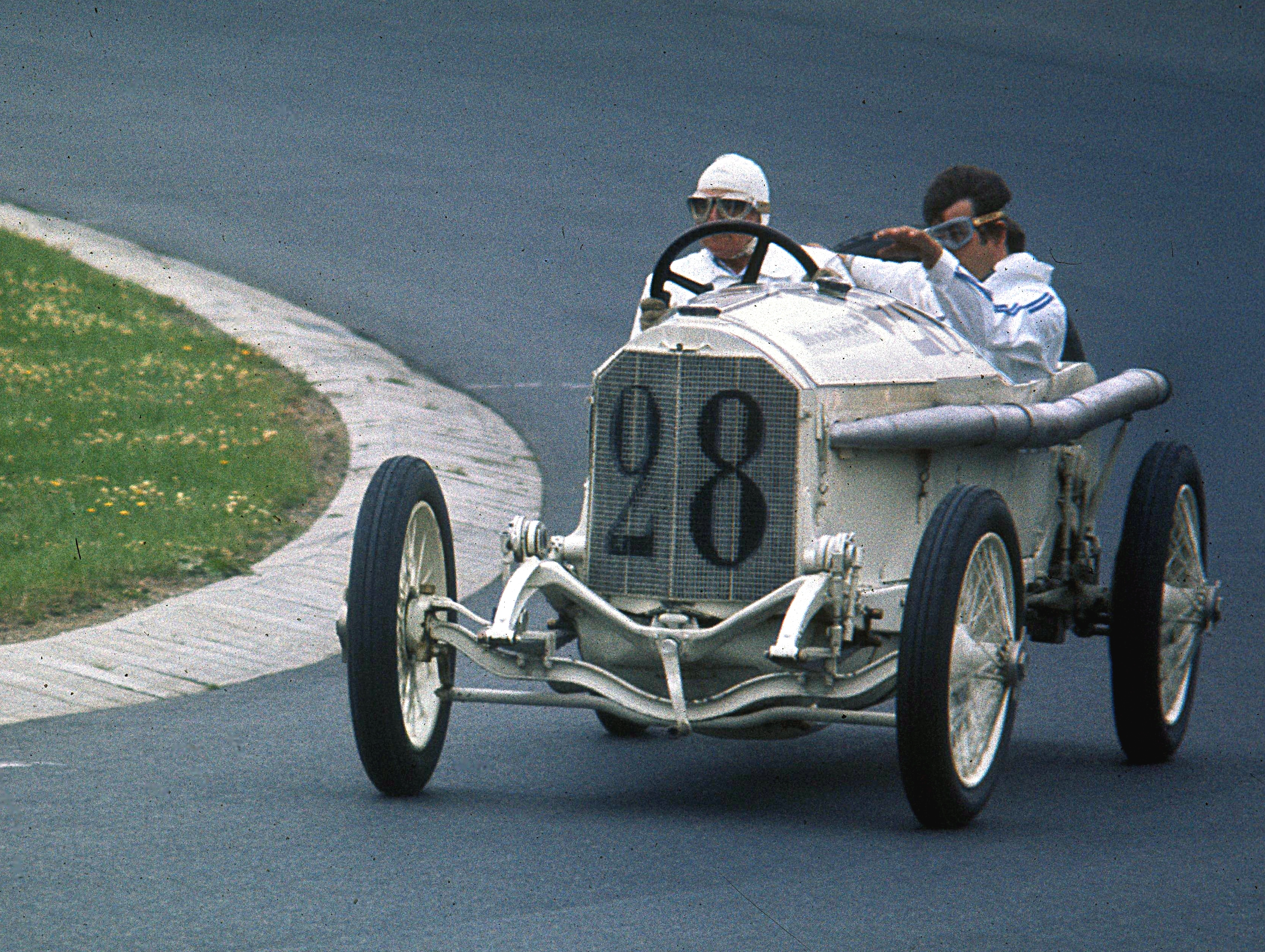
Mercedes Grand Prix 1914.

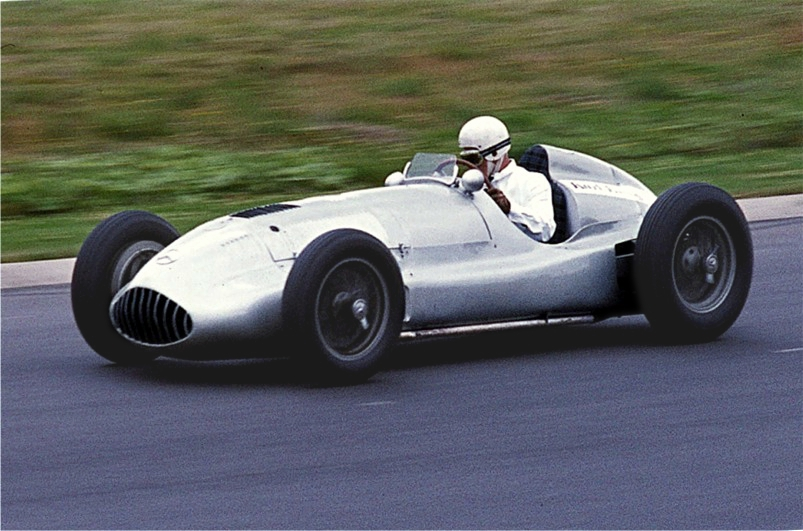
Mercedes-Benz W165

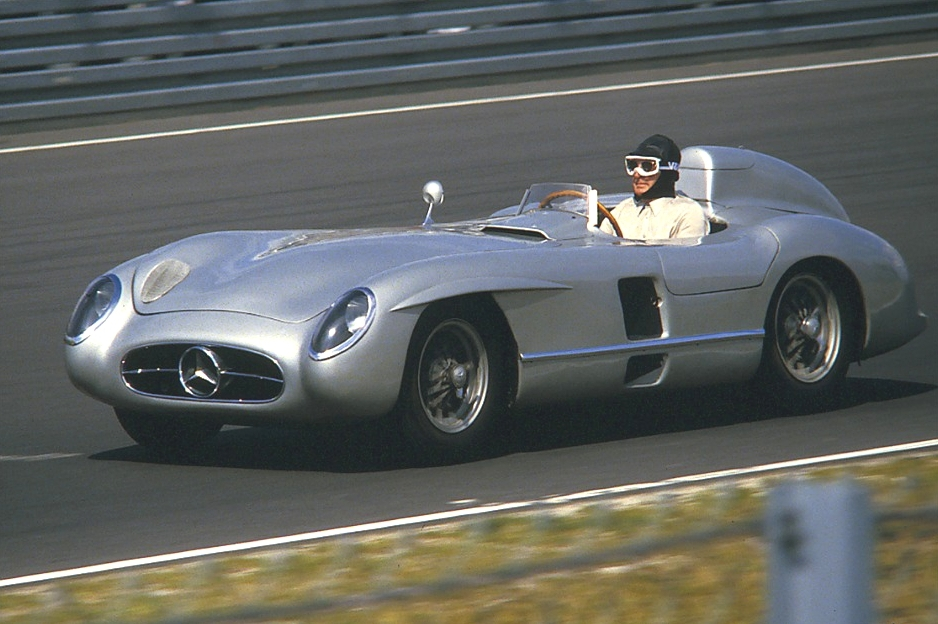
Mercedes-Benz 300 SLR

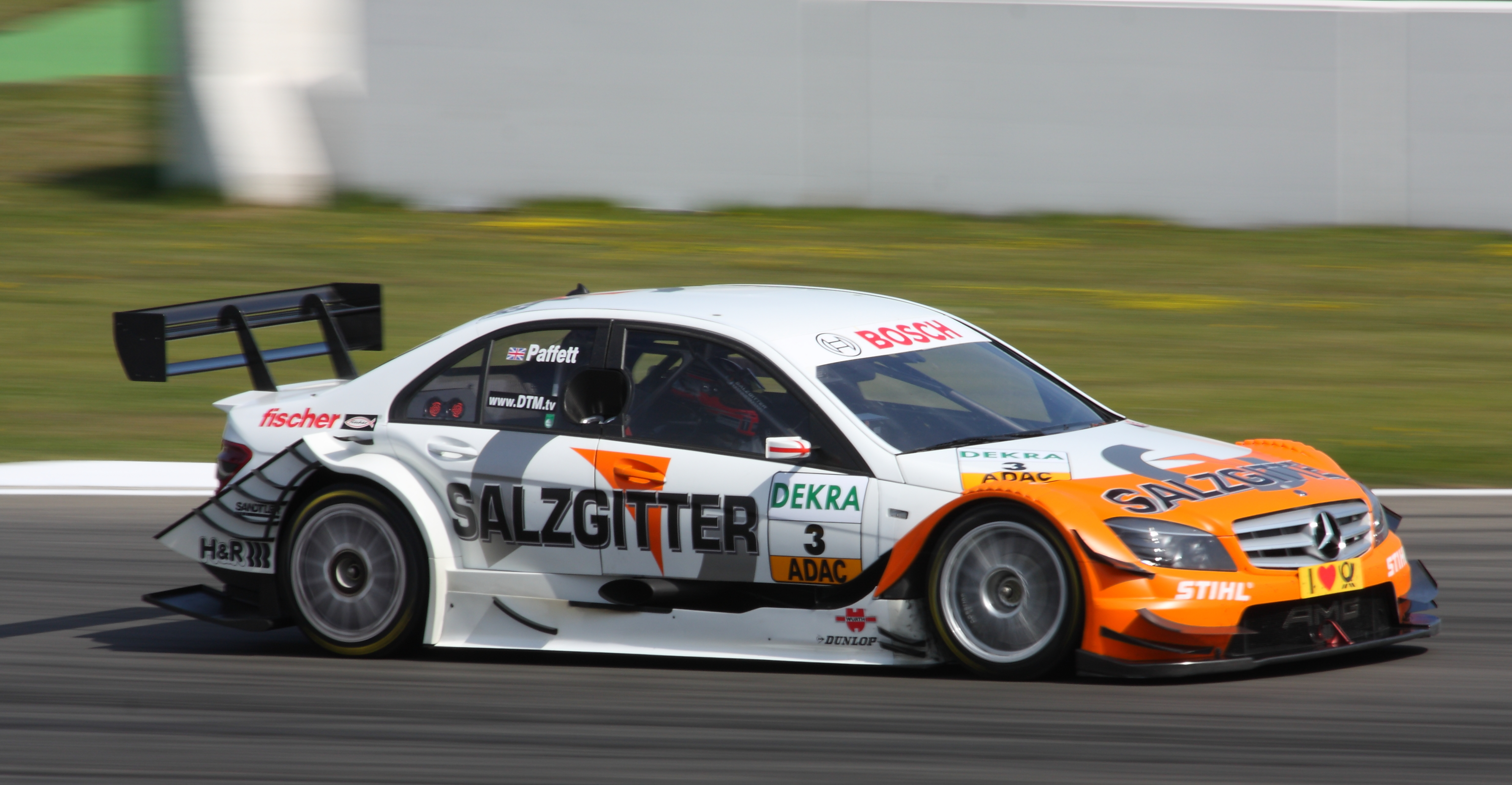
AMG-Mercedes-Benz C-klasse DTM

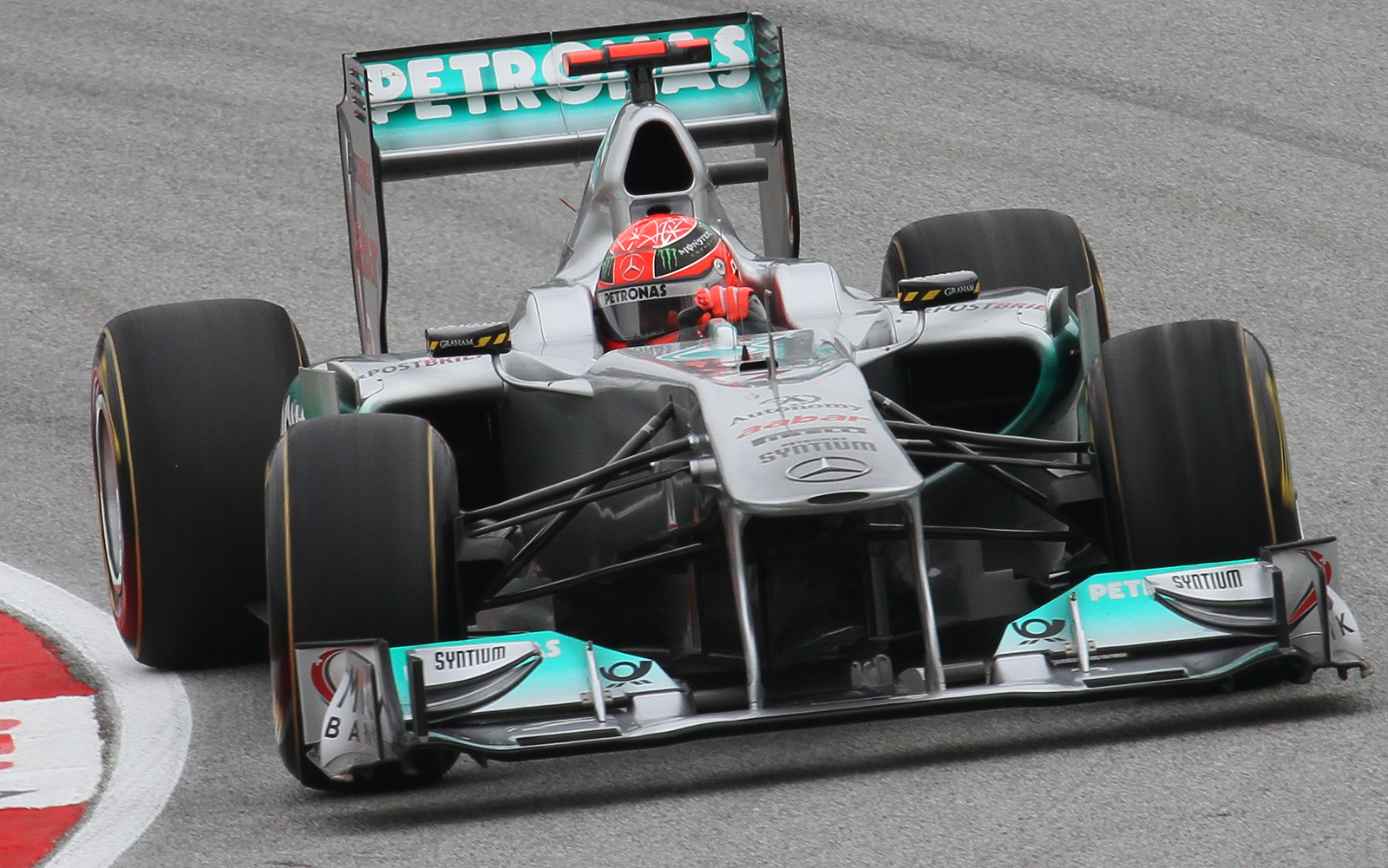
Mercedes MGP W02

## Motorsport
Benz & Cie och Daimler-Motoren-Gesellschaft, de två företag som sedan bildade Mercedes-Benz, deltog bägge redan i den första organiserade biltävlingen mellan Paris och Rouen 1894. Daimler bytte namn på sina bilar till Mercedes sedan den österrikisk-ungerske konsuln i Nice, Emil Jellinek haft stora framgångar på franska rivieran med sitt Mercedes-stall. Mercedes tävlingsbilar vann bland annat Gordon Bennett Cup 1903, Frankrikes Grand Prix 1908 och 1914, Vanderbilt Cup 1912 samt Indianapolis 500 1915. Benz byggde bland annat bilar för att slå hastighetsrekord på land.

### Grand Prix-racing
Efter nederlaget i första världskriget dröjde det fram till 1922 innan tyskarna fick delta i motorsport igen. Efter fusionen tävlade Mercedes-Benz med SSK och SSKL-modellerna. Tävlingsverksamheten leddes av den legendariske stallchefen Alfred Neubauer. Under andra halvan av 1930-talet dominerade de tyska silverpilarna Grand prix-racingen och Mercedes-Benz främste förare Rudolf Caracciola blev europamästare tre gånger under åren 1935 till 1938.
Mercedes-Benz fabriksanläggningar skadades svår under andra världskriget och först 1954 återkom märket till bilsportens högsta klass, som nu kallades formel 1. Med fabrikens W196-modell blev Juan Manuel Fangio världsmästare två år i rad 1954 och 1955. Fortsatta framgångar uteblev efter Le Mans-katastrofen 1955, då Mercedes-Benz beslutade att avbryta allt engagemang inom motorsporten.
Mercedes-Benz återkom till formel 1 som motorleverantör i början av 1990-talet, först åt Sauber och därefter åt McLaren. Sedan 2010 är Mercedes-Benz tillbaka i F1 under eget namn med formel 1-stallet Mercedes Grand Prix efter att ha förvärvat aktiemajoriteten i Brawn GP, ett stall man 2009 hade levererat motorer till.

### Sportvagnsracing
Mercedes-Benz hade tidigt kört landsvägslopp som Targa Florio och återkomsten till motorsporten efter andra världskriget började med sportvagnen Mercedes-Benz W194. Under Neubauers ledning vann stallet alla stora tävlingar under 1952, inklusive Le Mans 24-timmars. Mercedes-Benz vann sportvagns-VM 1955 med 300 SLR-modellen, men sedan stallets förare Pierre Levegh och ett åttiotal åskådare omkommit i olyckan på Le Mans samma år drog sig Mercedes-Benz tillbaka från motorsporten vid säsongens slut.
Mercedes-Benz kom tillbaka till sportvagnsracingen som motorleverantör till Sauber i mitten av 1980-talet. Från 1989 kallades bilarna åter Mercedes-Benz och stallet vann Le Mans 24-timmars samma år. Mercedes-Benz blev världsmästare två år i rad 1989 och 1990.
Efter några års frånvaro var märket tillbaka inom sportvagnsracingen med Mercedes-Benz CLK GTR 1997, men efter misslyckandet på Le Mans 1999 med CLR-modellen drog man sig åter ur.

### Standardvagnsracing
Mercedes-Benz trettioåriga frånvaro från motorsporten hindrade inte olika privatförare att tävla med märkets bilar. W111:an användes inom både rally och standardvagnsracing och AMG trimmade och tävlade med olika modeller. Från slutet av åttiotalet satsade Mercedes-Benz på Deutsche Tourenwagen Masters tillsammans med AMG.

### Motortillverkning
1993 köpte Mercedes-Benz in sig i motortillverkaren Ilmor som bland annat levererade motorer till Champ Car-stallet Penske Racing. Efter Mercedes-Benz intåg levererade Ilmor motorer till F1-stallen Sauber och McLaren. Företaget avslutade sina leveranser till amerikanska formelbilsstall i slutet av nittiotalet. Numera har företaget bytt namn till Mercedes-Benz High Performance Engines och fokuserar på det egna F1-stallet Mercedes Grand Prix.

## Sponsring och marknadsföring
Mercedes-Benz marknadsför sig förutom deltagande inom motorsporten bland annat genom att sponsra olika fotbolls- och tennisevenemang. Man sponsrar till exempel Tysklands herrlandslag i fotboll sedan 1990 och ATP-touren i tennis. I flera tyska städer har man en roterande Mercedes-stjärnan lysande över respektive stad från ett höghus.

## Personligheter
Personer i Mercedes-Benz historia.
- Gottlieb Daimler - grundare
- Carl Benz - grundare
- Wilhelm Maybach
- Bruno Sacco - legendarisk designchef